# Cratere Jerik
Jerik è un piccolo cratere lunare di 0,63 km situato nella parte nord-orientale della faccia visibile della Luna.